# Susquehannock
Susquehannock, imenovani tudi Susquehanna, po letu 1700 večinoma imenovane Conestoga, so bili severnoameriško indijansko ljudstvo iz irokeške jezikovne družine.
Susquehannock kot pleme so danes izumrli, njihovi ostanki pa so bili absorbirani med Irokeze, nekaj tudi med Shawneeje in morebiti druga plemena.

## Ime
Danes splošno uveljavljeno plemensko ime izhaja iz krajevnega oziroma rečnega imena sosednjih vzhodnih algonkinskih ljudstev, zlasti konfederacije Powhatan (Renape) in Lenape.
Lenape so jih imenovali Sisawehak Hanna Len ("ljudstvo blatne reke"), ker so živeli ob Siskëwahane ("blatna reka", tj. reka Susquehanna). Zato je bilo plemensko ozemlje sovražnih Susquehannockov imenovano Sisa'we'hak'hanna'unk oziroma Siskuu ànukànakèxën anukanink ("dežela blatne reke"). Konkurenčna teorija prevaja avtohtono ime reke kot ("reka ostrig") in bi se zato plemensko ime prevedlo kot ("ljudstvo ob reki ostrig"). Plemena konfederacije Powhatan na atlantski obali Virginije so jih prav tako poimenovala po reki kot Sasquesahanough ("ljudstvo blatne reke"). Angleži iz Marylanda in Virginije so prevzeli ime Powhatan kot Susquehannock. Ni znano, kako so se Susquehannocki imenovali sami.
Evropejci pa so Susquehannockom dali še druga plemenska imena, saj so poskušali s transliteracijo prilagoditi avtohtona imena sosednjih ljudstev in jih prevzeti v svoj jezik; (poleg tega so ustno slišani eksonimi izvirali iz plemen različnih jezikovnih družin – algonkinskih in irokeških):
- Wyandoti (Huroni), drugo irokeško govoreče ljudstvo in pogosto zavezniki Susquehannockov proti Irokezom ter trgovski partnerji in močni zavezniki Francozov, so jih imenovali Andastoerrhonon ("ljudstvo črnega slemena");[1] kot primarni trgovski partnerji in zavezniki Huronov so Francozi to prevzeli kot Andaste oziroma Andastes (v množini) in plemensko ozemlje kot Gandastogue, Andastoé oziroma Andastogué.

- Lenape in Munsee, dve tesno povezani plemeni vzhodnih Algonkinov in tradicionalni sovražniki Susquehannockov in Irokezov, so uporabljali etnonim Mengwe ("brez penisa") oziroma Miqui ("tuj, drugačen, daleč stran"),[2] pogosto prevedeno tudi kot ("izdajalski" ali "zahrbten, prebrisan"); Nizozemci in Švedi – trgovski partnerji in neposredni kolonialni sosedje Lenape in Munsee – so to ime prevzeli kot Minquas, kasneje so Evropejci še razlikovali med "belimi Minquasi" (Susquehannocki) in "črnimi Minquasi" (verjetno skupina irokeško govorečih Eriejev).[3]

- Angleži iz Pensilvanije v poznem 18. stoletju pa so jih imenovali Conestoga, izpeljano iz avtohtonega imena enega od njihovih velikih naselij na območju današnjega mesta Manor Township, Lancaster County, Pensilvanija, ki je bilo med Angleži znano le kot Conestoga Town. Ime vasi (in kasneje plemensko ime) verjetno izhaja iz irokeškega jezika Susquehannockov – Kanastoge ali Can-ah Da (verjetno dobesedno:"mesto pokončnega droga" - "mesto zakopanega droga"; oboje s pomenom: "mesto")[4][5] (Zgodovinskega mesta Conestoga Town pa ne smemo zamenjevati s kasnejšo naselbino Conestoga, Pennsylvania, v današnjem Conestoga Township, Lancaster County, Pennsylvania.)

## Jezik
Iroquois  - menda podoben huronskemu.

## Plemena Susquehannock
Okoli leta 1600 so Susquehannock šteli približno 6.000 do 7.000 članov in so bili najverjetneje ohlapna konfederacija šestih večjih mest (ki jih je Smith imenoval "kraljeva mesta"), imenovanih Attaock, Cepowig, Quadroque, Tesinigh in Utchowig (ter njihovih povezanih plemen) in drugih manjših plemen, ki so živela v skupno približno 20 vaseh, zaščitenih s palisadami. Kot glavno mesto konfederacije je morda služil Sasquesahanough (vendar to ni nesporno). Njihovo plemensko ozemlje se je razprostiralo na obeh straneh reke Susquehanna in njenih pritokov, od juga zvezne države New York, preko Pensilvanije do Marylanda do izliva Susquehanne na severnem koncu zaliva Chesapeake. V 17. stoletju so kljub svoji celinski legi veljali za enega najpomembnejših trgovskih partnerjev evropskih naseljencev.
Naslednja plemena se na splošno štejejo za Susquehannock (vodilna so bila označena z "krepko"); nekatera imena plemen ni mogoče izslediti do irokeške jezikovne skupine in zato verjetno označujejo Algonkine, ki so bili podrejeni Susquehannockom, in morda tudi vzhodna plemena Sioux:
- Atra’kwa’e ali Atra’kwaye (nahajalo se je v današnjem okrožju Northumberland, Pensilvanija, zato se je pripadajoče pleme imenovalo Akhrakuaeronon (v huronsko-vendatskem jeziku: Atrakwaeronnon) ali Trakwaehronnon; pod istim imenom je bilo znano tudi pleme, ki je pripadalo Eriejem.)

- Akwinoshioni

- Atquanachuke (po poročilih so v začetku 17. stoletja živeli ob obali severno od zaliva Chesapeake, onkraj gora v New Jerseyju, poleg tega naj bi govorili drugačen jezik kot Powhatan, plemena Nanticoke Tocwogh in Cuscarawaoc ter Susquehannock (oziroma Conestoga), verjetno je šlo za eno od manjših algonkinskih plemen, ki so prišla pod oblast Susquehannockov.)

- Attaock (na območju današnjega Yorka, Pensilvanija, poleg tega je bilo rečno območje reke Juniata podrejeno njim.)

- - Onojutta-Haga (tudi: Juni(a)ta, Iottecas, Ihonado; verjetno algonkinsko govoreča plemena v rečnem območju reke Juniata, desnega pritoka Susquehanne, so bila podrejena "kraljevemu mestu" Attaock.)

- Carantouan (je obsegal vzpetino, znano kot Spanish Hill, na levem bregu reke Chemung na območju današnje občine South Waverly v okrožju Bradford, Pensilvanija, nekaj kilometrov pred njenim izlivom v reko Susquehanna, zato se je pripadajoče pleme imenovalo Carantouanais.)

- Cepowig (je ležal bodisi na območju današnjega Westminstra, Marylan] ali v današnjem Gettysburgu, Pensilvanija.)

- Kaiquariegehaga (morda le različica imena Akhrakuaeronon)

- Ohonge(e)oguena (so morda živeli v okolici današnjega Pittsburgha, ob sotočju rek Monongahela in Allegheny v reko Ohio.)

- Ogehage, kasneje Oscalui (leži blizu izliva Sugar Creeka v reko Susquehanna in na "Warrior Path" severno proti sovražni Irokeški ligi, morala je biti pomembna vas, saj je "Ogehage" hkrati mohavško ime za Susquehannock; kasneje je bila kot "Onaquaga" ponovno zgrajena večinoma s strani Oneida in razpršenih Susquehannockov.)

- Quadroque (leži med kraljevskima mestoma Sasquesahanough in Tesinigh na območju današnjega Middletowna (okrožje Dauphin, Pensilvanija) Middletown, okrožje Dauphin ob izlivu Swatara Creeka v Susquehanno, tributarno območje je segalo do Northumberlanda (Pensilvanija) Northumberland, Pensilvanija, ob izlivu reke West Branch Susquehanna v reko Susquehanna.)

- Sasquesahanough (morda vodilno mesto konfederacije, katere prebivalci so se zato preprosto imenovali Susquehannock in se je verjetno ta izraz prenesel na celoten narod.)

- S(e)conondihago ali Skonedidehaga (včasih izenačeno s "Shaunetowa" prav tako irokeško govorečih – vendar sovražnih – Massawomeckov.)

- Serosquacke (včasih izenačeno z "Usserahak" prav tako irokeško govorečih – vendar sovražnih – Massawomeckov.)

- Takoulgue (pripadajoče pleme se je imenovalo Takoulguehronnon; pod istim imenom je bilo znano tudi pleme, pripisano Eriejem.)

- Tehaque (morda identično z "Gahontoto" ob Wyalusing Creeku na območju današnjega Wyalusinga v okrožju Bradford, Pensilvanija, glavnim mestom Tehotitachsae oziroma Tehotachsee, uničeno okoli 1750 s strani Cayugov; včasih izenačeno s "Tonhoga/Tohoga" prav tako irokeško govorečih – vendar sovražnih – Massawomeckov.)

- Tesinigh (ob Swatara Creeku (Susquehannock: Swahadowry ali Schaha-dawa – „kjer se hranimo z jeguljami“) na območju današnjega Libanona (Pensilvanija) Libanon, Pensilvanija v istoimenski dolini Libanon, območje, znano kot "Wyoming", ob reki North Branch Susquehanna jim je bilo verjetno tributarno.)

- Scahentoarrhonon ali Scahentowanenrhonon (živeli so v dolini Wyoming na severovzhodu Pensilvanije, ki so jo imenovali Scahentowanen – "To je zelo velika ravnina", Angleži so ime kraja in plemena popačili v "Wyoming", bili so tributarni "kraljevskemu mestu" Tesinigh; uničeni so bili leta 1652 s strani Irokeške lige (Petih narodov).)

- Unquehiett

- Usququhaga

- Utchowig (na območju današnjega Carlislea (Pensilvanija) Carlisle, Pensilvanija, njihovo tributarno območje se je verjetno raztezalo do Velikega otoka, blizu današnjega Lock Havena, v okrožju Clinton (Pensilvanija) Clinton County, Pensilvanija ob sotočju reke West Branch Susquehanna in desnega pritoka Bald Eagle Creek, tako so nadzorovali pomembno trgovsko pot, "Great Island Path".)

- Wysox (na območju današnjega Wysox Township, okrožje Bradford, Pensilvanija, ob istoimenskem Wysox Creeku, ki se izliva v reko Susquehanna.)

To število se je zaradi epidemij in vojn z drugimi plemeni do leta 1700 zmanjšalo na približno 300 bojevnikov, ki so se večinoma predali Irokeški ligi ali pobegnili k drugim plemenom.
Po letu 1700 je Irokeška liga zahtevala dolino reke Susquehanna kot svoje ozemlje in tam vzpostavila nekakšno "zaščiteno območje" ali "rezervat" za več vojaško podrejenih plemen razpršenih Irokezov, Algonkinov in vzhodnih Siouxov. Susquehannocki, Shawneeji, Conoyi, Nanticokeji, Lenni Lenape (Delaware), Mahicani, Saponi, Tutelo, Tuscarora in 12 ali 15 drugih plemen so bili v različnih obdobjih naseljeni pod suverenostjo Irokeške lige (Petih narodov); ti rodovi so večinoma smeli sami urejati svoje notranje zadeve, vendar so pogodbe z Evropejci ali drugimi rodomi lahko sklepali le po posvetovanju in z dovoljenjem Irokeške lige.
Zadnjih 20 Susquehannockov (takrat imenovanih Conestoga, ime Susquehannock ni bilo več v uporabi) so kolonisti umorili okoli leta 1763.

## Zgodovina
Ker so bili Susquehannock očitno dobri prijatelji s Huroni že dolgo pred stikom, je možno, da so se preselili v dolino Susquehanne s severa. Najstarejša vaška najdišča, identificirana kot Susquehannock, so se nahajala ob zgornjem toku reke Susquehanna in segajo v leto 1550, vendar so verjetno zasedali regijo vsaj 400 let pred tem. Čeprav so Mohawkom tik pred letom 1600 zadali velik poraz, so vojne z Irokezi do leta 1570 prisilile Susquehannock na jug v spodnjo dolino Susquehanne. Utrjeni z leti nenehnega vojskovanja so premagali algonkinska plemena ob obalah zaliva Chesapeake in začeli širiti svoj nadzor proti jugu. Prvi evropski stik s Susquehannocki je bil leta 1608, ko je kapitan John Smith (iz Jamestowna) raziskoval severni del zaliva Chesapeake. To srečanje je bilo prijateljsko, vendar je bil Smith previden zaradi njihovega slovesa in prestrašen zaradi njihove velikosti. Njegova kasnejša poročila so jih opisovala kot velikane.
Powhatani so Susquehannock (ki so jih imenovali kanibali) poznali tudi iz bolečih izkušenj in ko so se Angleži prvič naselili v Virginiji, so Powhatani postavili svoje vasi globoko v notranjost, da bi jih zaščitili pred vojnimi skupinami Susquehannockov, ki so s kanuji prečesavali obalo. Eden od razlogov, zakaj Powhatani sprva niso bili popolnoma proti angleški naselitvi je bil ta, da so zagotavljali dodatno zaščito, vendar so Susquehannocki leta 1610 še vedno napadli vasi Potomac (Powhatan) v severni Virginiji. Privabljeni z morebitnimi dobički od krzna, so drugi Evropejci prišli v Novi svet v zgodnjih 1600-ih. Henry Hudson je leta 1609 raziskoval zaliv Delaware in reko Hudson za Nizozemsko vzhodnoindijsko družbo in do leta 1614 so Nizozemci ustanovili trgovsko postajo na reki Hudson in trgovali z Delawari ob spodnjem toku reke Delaware in zalivu Delaware. Iz francoske naselbine Quebec ob reki St. Lawrence je Étienne Brulé leta 1611 obiskal vasi Huron ob zalivu Georgian.
Leta 1615 je Brulé raziskoval območje južno od domovine Huron. Prečkal je reko Niagara in dosegel vasi Susquehannock ob zgornjem toku reke Susquehanna, kjer je odkril, da so Susquehannocki več kot pripravljeni skleniti zavezništvo s Francozi in Huroni v njihovi vojni proti Irokeški ligi. Prijateljski odnosi s Susquehannocki so bili še posebej dragoceni za Francoze, ne le zaradi trgovine, ampak tudi zato, ker so Irokeze ujeli med dva močna sovražnika. Na žalost je novo zavezništvo prestrašilo nizozemske trgovce na reki Hudson in ti so leta 1615 aktivno podpirali Mohawke proti Susquehannockom. Čeprav so bili razmeroma maloštevilni in izolirani zaradi svoje notranje lege, so Susquehannocki uspeli postati pomemben trgovinski partner z vsemi konkurenčnimi evropskimi silami – dosežek, ki ga ni doseglo nobeno drugo pleme.
Prav tako ovirani zaradi svoje notranje lege, so se Irokezi najprej morali spopasti z močno konfederacijo Mahican, da bi trgovali z Nizozemci in trajalo je štiri leta vojne (1624-28), preden so se Mohawki uveljavili kot prevladujoči trgovinski partner Nizozemcev v dolini Hudson. Susquehannocki pa so imeli lažje delo proti številnim – a miroljubnim in neorganiziranim – plemenom Delaware, ki so trgovala z Nizozemci ob spodnjem toku reke Delaware. Od leta 1626 so Susquehannocki napadli Delawarce in do leta 1630 so mnoge od njih prisilili bodisi na jug v Delaware bodisi čez reko v New Jersey. Nizozemci so sprejeli izid, a ko so začeli trgovati s Susquehannocki, so z veseljem ugotovili, da imajo Susquehannocki (spretni lovci in lovci na krzno) več (in boljšega) krzna kot Delawarci. Do časa, ko so Švedi leta 1638 ustanovili svoje prve naselbine na reki Delaware, so bili Delawarci popolnoma podrejeni Susquehannockom in so potrebovali dovoljenje od "Minqua", da so podpisali kakršne koli pogodbe.
Medtem, na jugu v Virginiji, so angleški kolonisti leta 1625 premagali Powhatane, edino algonkvinsko konfederacijo, ki je bila dovolj močna, da bi lahko izzvala Susquehannocke. Potrebna je bila še ena vojna (1644-46), da so Angleži popolnoma uničili Powhatane in prevzeli nadzor nad vzhodno Virginijo, zato so imeli malo časa, da bi se ukvarjali s Susquehannocki. Neizzvani so Susquehannocki razširili svojo oblast južno od reke Susquehanna do reke Potomac in si prisvojili območje med njima kot lovišče. Plemenskih skupnosti, ki so tam živele, niso vprašali. Da bi ostali, so bili Patuxent in Conoy (Piscataway) na zahodni obali zaliva Chesapeake prisiljeni, da se do leta 1628 povežejo z Angleži v Virginiji. To zavezništvo ni bilo nikoli preizkušeno, saj so Susquehannocki običajno pustili prebivalce pri miru, dokler niso izpodbijali njihove pravice do lova, kadar in kjer so želeli. Angleži v Virginiji so se kmalu začeli zanimati za trgovino s krznom s Susquehannocki in William Claiborne je leta 1631 ustanovil trgovsko postajo na otoku Kent v zgornjem delu zaliva Chesapeake. Susquehannocki so takrat že lahko trgovali s Francozi v Kanadi (prek Huronov), Nizozemci v zalivu Delaware in Angleži v Virginiji.
Prijateljski trgovinski odnosi z Angleži so postali vse bolj napeti po tem, ko se je leta 1634 začela naselitev Marylanda s strani angleških katoličanov. Iz očitnih razlogov so Conoy in Patuxent pozdravili nove koloniste in tisto leto je bila v njihovi vasi v Piscatawayu odprta jezuitska misija. Reakcija Susquehannockov ni bila niti približno tako prijateljska, še posebej, ko so se naselbine začele vztrajno premikati navzgor po zahodni strani zaliva Chesapeake iz Fort St. George na reki St. Mary's. Medsebojna želja po trgovanju je Angleže in Susquehannocke nekaj časa zadrževala pred odprto vojno, vendar je vztrajno poseganje sčasoma privedlo do vrste incidentov in spopadov, vključno z vojnami s Conoy in Wicomese. Do leta 1642 je guverner Marylanda razglasil Susquehannocke za sovražnike kolonije, ki jih je treba ustreliti na pogled. Poskusi miru leta 1644 so propadli in trgovina Susquehannockov z Angleži je začasno zastala. Leta 1645 so Susquehannocki končali sovražnosti z Marylandom in podpisali pogodbo, s katero so se odpovedali svojim zahtevam v Marylandu med rekama Choptank in Patuxent.
Susquehannocki so komaj opazili kratko prekinitev trgovine z Angleži. Leta 1638 je Peter Minuit, nekdanji nizozemski guverner Novega Amsterdama, ki je imel novo službo, pripeljal Švede do spodnjega toka reke Delaware (ki so jo zahtevali Nizozemci). Minuit je kupil zemljo od Delaware in zgradil trdnjavo Christina za trgovanje in za blokiranje nizozemskega dostopa do doline Delaware. Treba je omeniti, da so Delaware potrebovali dovoljenje za prodajo in dva predstavnika "Mingua" sta se udeležila podpisa njihove pogodbe s Švedi. Medtem ko se je trgovina z Angleži med letoma 1640 in 1645 upočasnila, so Švedi več kot nadoknadili razliko. Susquehannocki so lahko nadaljevali trgovanje z Nizozemci z uporabo prehodov med rekami Susquehanna, Delaware in Hudson do Novega Amsterdama.
Trgovanje z vsemi štirimi evropskimi silami v štiridesetih letih 17. stoletja je zahtevalo, da so Susquehannocki proizvedli veliko krzna. Bili so spretni lovci in lovci s pastmi, vendar jih je ogromno povpraševanje tako zaposlovalo z lovom, da so imeli malo časa za nadaljevanje svoje osvajalne vojne proti plemenom Delaware in Chesapeake Algonquin. Na zahodu pa je bilo morda drugače. Lahko se le sprašujemo, kje in kako so Susquehannocki dobili toliko krzna in verjetno je, da so bili, ko so Susquehannocki izčrpali bobre v osrednji in zahodni Pensilvaniji, prisiljeni iskati več zunaj svojega ozemlja. Nekaj so ga dobili z trgovanjem z Erie  in Shawnee, preostalo pa je verjetno prišlo na račun poseganja in vojskovanja z neznanimi plemeni v dolini Ohio. Bobrove vojne (1630-1700) so bile obdobje intenzivnega medplemenskega vojskovanja ob Velikih jezerih in dolini Ohio, ki ga je povzročila konkurenca v trgovini s krznom. Susquehannock so bili očitno pomemben udeleženec, vendar je bil najpomembnejši spopad med konfederacijo Huron, ki je trgovala s Francozi in ligo Irokezov, ki je trgovala z Nizozemci.
Evropejci so bili sprva zadržani pri trgovanju s strelnim orožjem z domorodci in so omejevali število in količino streliva. Ta omejitev se je razblinila, ko se je konkurenca povečala. Ko so angleški trgovci iz Bostona poskušali Mohawke zvabiti od Nizozemcev s prodajo strelnega orožja, so se Nizozemci odzvali tako, da so jim ga zagotovili v neomejenih količinah. Nenadoma so bili Irokezi veliko bolje oboroženi kot Huroni in njihovi zavezniki, začeli veliko ofenzivo in stopnja nasilja v bobrovih vojnah se je dramatično povečala. V oboroževalni tekmi, ki je sledila, nobeno pleme ni imelo ugodnejšega položaja kot Susquehannock. Z izkoriščanjem strahov rivalskih evropskih trgovcev so imeli dostop do kakršnegakoli orožja v kakršnikoli količini, ki so si jo želeli. Reči, da so bili dobro oboroženi, bi bilo podcenjevanje. Ena od vasi Susquehannock je imela celo top za obrambo in kolikor je znano, so bili edini domorodci, ki so kdaj uporabili to vrsto težkega orožja.
Kolikor je mogoče določiti v preteklost, so bili Susquehannock prijatelji Huronov in sovražniki Irokezov. Zavezništva in trgovina Susquehannockov so se razširila tudi na Erie in Neutrale, kar je povzročilo, da so bili Irokezi obkroženi s sovražnimi plemeni. Ker so izčrpali bobra v svoji domovini, so Irokezi ostali brez krzna, ki so ga potrebovali za trgovanje z nizozemskim strelnim orožjem. Sicer pa je bilo z evropskimi epidemijami, ki so uničevale njihove vasi, le vprašanje časa, preden bi bili uničeni. Njihovi sovražniki so seveda dobro zavedali tega problema in so Irokeškim lovcem zavrnili dovoljenje za prehod skozi njihova ozemlja. Soočeni z blokado so bili Irokezi prisiljeni v vojno, kjer so morali bodisi osvojiti bodisi biti uničeni. Po letu 1640 so svoje napade osredotočili na Hurone in do leta 1645 so jih uspeli izolirati od Algonkinov, Montagnaisov in Francozov na vzhodu. Po premirju tistega leta je sledilo dvoletno zatišje v bojih, vendar so leta 1647 Irokezi sprožili množične napade na domovino Huronov in uničili vasi Arendarononov.
Ko so Susquehannock bojevniki začutili, da postaja situacija resna, so se borili kot zavezniki Huronov, medtem ko so njihovi ambasadorji, poslani na svet Irokezov, odločno zahtevali prekinitev vojne. Iz nekega nepojasnljivega razloga so Huroni zavrnili nadaljnje ponudbe pomoči Susquehannockov in so jih Irokezi preplavili pozimi 1648-49. Tionontati (Petun) so doživeli podobno usodo leto kasneje in ko so Irokezi v svoje vrste vključili na tisoče ujetih bojevnikov, so bili Susquehannock v veliki nevarnosti. Leta 1650 so zahodni Irokezi (Seneca, Cayuga in Onondaga) napadli Neutrale, in Susquehannock so vstopili v vojno proti Irokezom. Kakršnakoli pomoč, ki bi jo lahko dali Neutralom, je bila prekinjena, ko so Mohawk leta 1651 napadli vasi Susquehannockov. Ker Susquehannock niso mogli, in Erie niso hoteli pomagati, so bili Neutrali hitro poraženi. Mohawk pa so ugotovili, da so dobro oboroženi Susquehannock nevarni in trmasti sovražniki. Vojna se je vlekla do leta 1656, ko so Mohawk (z velikimi stroški zase) počasi potiskali Susquehannock navzdol po vzhodni veji reke Susquehanna.
Susquehannock so bili nenadoma sami. Francozi so bili nemočni po zmagah Irokezov nad Huroni in Neutrali in Erie so kmalu imeli svojo vojno za preživetje proti zahodnim Irokezom (1653-56). Močno pritisnjeni s strani Mohawkov so Susquehannock poskušali okrepiti svoje vezi z Nizozemci leta 1651 s prodajo nekaj zemlje na reki Delaware, vendar so Nizozemci ostali nevtralni. Švedi so jih še naprej oskrbovali z vsem, kar so želeli, vendar so se Susquehannock zapletli v boje z virginijskimi puritanci, ki so se naselili v severnem Marylandu leta 1649. Ker se Susquehannock niso mogli boriti v dveh vojnah hkrati, so leta 1652 podpisali pogodbo z Marylandom, s katero so odstopili velik del spodnje doline Susquehanne, da bi si zagotovili mir in trgovino z Angleži. Leta 1654 je njihove vasi prizadela črne koze, vendar je to prizadelo tako Mohawk kot Susquehannock in upočasnilo boje. Za Susquehannock je bil največji udarec septembra 1655, ko so Nizozemci zavzeli švedske kolonije. Brez svojega primarnega dobavitelja so bili Susquehannock prisiljeni prositi Mohawk za mir. Enako izčrpani so se Mohawk strinjali leta 1656.
Mohawk in njihovi zavezniki Oneida se niso nikoli več borili proti Susquehannock, vendar se mir z njimi ni razširil na preostanek Irokeške lige. Po končanem boju z Erie so zahodni Irokezi svojo pozornost usmerili na svojega edinega preostalega sovražnika, ki je govoril irokeško. Poleg dejstva, da so Susquehannock pomagali Neutralom, je prihajalo do nenehnega poslabšanja, saj so Susquehannock dali zatočišče majhnim skupinam Neutralom in Erie, ki so jim ušli. To je tlelo in končno izbruhnilo v odprto vojno leta 1658. Močno preštevilčeni so Susquehannock v boj pritegnili svoje trgovske partnerje Shawnee in si zagotovili podporo svojih podrejenih algonkinskih in siouanskih plemen (Delaware, Nanticoke, Conoy, Saponi in Tutelo). Irokezi so najprej napadli zaveznike Susquehannock: razkropili so Shawnee in jih razpršili v Illinoiss, Tennessees in Južno Karolinos. Nato so v šestdesetih letih 17. stoletja napadli Delaware po celotni dolini Delaware in jih učinkovito izločili iz vojne. Za Susquehannock je bil najhujši udarec epidemija črnih koz leta 1661, ki je opustošila njihovo prebivalstvo do te mere, da si nikoli ni opomoglo.
Kljub temu so se uspeli obdržati. Pogodba, podpisana z Marylandom, je končala dolgotrajno sovražnost z Angleži. Sporazum je zagotavljal strelno orožje in strelivo, saj so se kolonisti Marylanda dobro zavedali vrednosti Susquehannock kot varovalke proti Irokezem, zaveznikom Nizozemcev. Z angleško pomočjo so Susquehannock leta 1663 uspeli odbiti velik irokeški vdor. Naslednje leto so Angleži zavzeli New York od Nizozemcev in kmalu zatem sklenili lastno zavezništvo z Irokezi. Maryland pa se s tem ni počutil popolnoma varnega in je leta 1666 obnovil svojo pogodbo s Susquehannock. Sočasno z novim izbruhom črnih koz leta 1667 so Irokezi sklenili mir s Francozi in njihovimi domorodnimi zavezniki, kar jim je omogočilo, da so se osredotočili na vojno s Susquehannock. S podporo Marylanda so se Susquehannock borili v vse bolj grenkem boju, vendar so do jeseni 1669 imeli le še 300 bojevnikov in so bili prisiljeni prositi Irokeze za mir. Irokeški odgovor na njihovo ponudbo je bil mučenje in uboj veleposlanika Susquehannock, ki jo je prinesel.
Irokezi so potrebovali do leta 1675, da so premagali Susquehannock. Preživeli, pregnani iz Pensilvanije, so se na povabilo guvernerja Marylanda naselili ob zgornjem toku reke Potomac. Pravzaprav zanje ni bilo zatočišča. Lokacija je bila morda sprejemljiva za kraljevega guvernerja, vendar so jo lokalni kolonisti močno zamerili. Po več ropanjih (verjetno Irokezov) se je pod polkovnikom Johnom Washingtonom (pradedom Georgea) zbrala vojska 1.000 mož (pravzaprav oborožena drhal). V neposrednem kljubovanju ukazom guvernerja Virginije je Washingtonova milica oblegala Susquehannock v stari utrdbi na Potomacu, ki so jo zasedli, da bi se branili pred Irokezi. Sčasoma so Susquehannock uspeli prepričati koloniste, da so miroljubni in so celo ponudili šest svojih poglavarjev kot talce v dokaz. Zadovoljni so Angleži vzeli talce in odšli, vendar so na poti domov izvedeli za druge napade na območju in ubili talce.
Susquehannock so zapustili utrdbo, vendar so sprožili vrsto povračilnih napadov na mejo Virginije in Marylanda.Večino krivde za te napade so pripisali zaveznikom Virginijcev, Pamunkeyjem in Occaneecheejem, kar je naslednje leto med Baconovim uporom privedlo do njihovega skorajšnjega uničenja s strani kolonistov. Nato so se Susquehannocki preselili na sever, vendar jih je blizu Columbie v Marylandu napadla milica iz Marylanda, kjer so bili mnogi ubiti. Nekaterim se je uspelo zateči k Meherrincem v Severni Karolini, vendar preostalim Susquehannockom ni preostalo drugega, kot da se leta 1676 predajo Irokezom. V danih okoliščinah so bili dobro obravnavani. V skladu z dogovorjenim mirom so bili Susquehannocki naseljeni med Mohawk in Oneida, postali so člani irokeške "zavezniške verige", njihova nadvlada nad Delaware in drugimi nekdanjimi zavezniki pa je bila prav tako predana Ligi. V naslednjih letih se je več Susquehannockov povzpelo na vodilne položaje kot irokeški vojni poglavarji.
Čeprav so bili obravnavani s spoštovanjem, Susquehannocki niso bili svobodni. Leta 1683 je William Penn poskušal z njimi podpisati pogodbo, vendar je ugotovil, da so Susquehannocki (tako kot Delaware) najprej potrebovali irokeško odobritev za podpis. Kasnejše poslovanje vlade Pensilvanije se je osredotočalo na Irokeze in ignoriralo podrejene plemena. Do leta 1706 so Irokezi nekoliko popustili in dovolili 300 Susquehannockom, da se vrnejo v dolino Susquehanna v Pensilvaniji. Ker niso bili več močno ljudstvo, so postali znani kot Conestoga (po imenu njihove vasi). Irokezi so jih budno spremljali in njihovo domovino uporabljali kot nekakšen nadzorovan rezervat za razseljena algonkinska in siouanska plemena (Delaware, Munsee, Nanticoke, Conoy, Tutelo, Saponi, Mahican, Shawnee in novo angleški Algonkini), ki so se smeli tam naseliti kot člani "zavezniške verige".
Prišli so kvekerski misijonarji in med Susquehannocki so se mnogi spreobrnili. Ko je Conestoga postala krščanska vas, so bolj tradicionalni Susquehannocki odšli – bodisi so se vrnili k Oneidam v kolonijo New York, bodisi so se preselili na zahod v Ohio, da bi se pridružili Mingom. Do leta 1763 je bilo v tej zadnji prepoznavni skupini Susquehannockov le 20 članov (vsi kristjani). Bili so popolnoma miroljubni, vendar so grozodejstva, ki so jih storili drugi med Pontiacovim uporom tistega leta, razjezila bele naseljence v bližini, ki so se želeli maščevati z ubijanjem Indijancev – katerih koli Indijancev. Ker so se tako počutili, bi lahko zgrabili puško in se odpravili v gozd, da bi našli sovražnike, vendar je bila bližje lažja tarča. Ko so se čustva razplamtela, so štirinajst Conestogov aretirali in jih zaprli v zapor v Lancastru zaradi lastne zaščite. Oblikovala se je drhal (znana kot "fantje Paxton"). Odpravili so se v vas Conestoga, ubili šest Susquehannov, ki so jih tam našli in požgali hiše. Nato so šli v zapor, vdrli vanj, vzeli zadnjih štirinajst Susquehannockov in jih pretepli do smrti.

## Etnografija
Čeprav so danes (skoraj) popolnoma pozabljeni, so bili Susquehannocki eden najnevarnejših in najstrašnejših rodov v regiji ob srednji atlantski obali ob prvem stiku z Evropejci. Susquehannocki so bili opisani kot plemeniti, drzni, pa tudi kot agresivni, bojevitni, ukazovalni (gospodovalni) in kot zagrizeni sovražniki Irokezov. Poleg tega se poroča, da so imeli posebej izpopolnjeno in raznoliko orožje. Angleže in Švede je navdušila tudi njihova izjemna telesna višina, ki jih je ločevala od sosednjih rodov.
Nenehne vojne med irokeško govorečimi ljudstvi so jim dale vojaško premoč nad njihovimi bolj miroljubnimi sosednjimi algonkinskimi rodomi na vzhodu in jugu. Svoje pogosto obsežne vojne pohode so organizirali natančno. Za hiter prevoz bojevnikov in njihovo oskrbo so uporabljali kanuje in so lahko v vodnatem območju v najkrajšem času premostili velike razdalje. Tako so skoraj rutinsko napadali rode Lenni-Lenape ob reki Delaware in se spuščali po reki Susquehanna, da bi terorizirali tam živeče Nanticoke, Conoy in Powhatan. Poleg tega so se borili tudi proti Mahicanom, ki so živeli v dolini Hudson.
Susquehannocki so živeli v velikih utrjenih vaseh ob reki Susquehanna in njenih pritokih v Pensilvaniji vse do juga zvezne države New York. Kako daleč na zahod se je dejansko raztezalo njihovo ozemlje, ni gotovo. Vsekakor se je raztezalo tako daleč na zahod, da so bili zavezniki in trgovinski partnerji Eriejev v severnem Ohiu ter Huronov in Attiwandarononov (Neutralov) v južnem Ontariu.
Čeprav je malo znanega o njihovi sociopolitični organizaciji, se ta verjetno ni bistveno razlikovala od drugih irokeških ljudstev. Obstajalo je več rodov, ki so se delili na matrilinealne (izvor se izpeljuje po materi) klane. Želva, lisica in volk so omenjeni kot možna imena klanov. Kot drugi rodovi severovzhodnega gozdnega območja in atlantske obale so tudi Susquehannocki obsežno kmetovali. Spomladi so sadili koruzo, fižol in buče na svojih poljih v bližini svojih vasi. Ko so posejali, so se poleti številne skupine preselile na jug v zaliv Chesapeake, da bi lovile ribe in nabirale školjke, lupinarje in rake. Jeseni so se vrnili v svoje vasi in na polja, da bi pobrali pridelek in šli na lov.

## Internetne povezave
- Susquehanna Indian Tribe History
- Erika Quesenbery, A Tragic Story of the Splendid Susquehannocks
- Susquehannock History
- Susquehannocks history Arhivirano 12. september 2008 na Wayback Machine.